# Quận Box Butte, Nebraska
Quận Box Butte Là một quận thuộc tiểu bang Nebraska, Hoa Kỳ. Quận lỵ đóng ở thành phố Alliance 6. Dân số năm 2000 là 12.158 người.